# Lego Супергерои DC: Лига Справедливости — Космическая битва
«Lego Супергерои DC: Лига Справедливости – Космическая битва» (англ. Lego DC Comics Super Heroes: Justice League – Cosmic Clash) — мультипликационный фильм, предназначенный для домашнего просмотра и основанный на персонажах «DC Comics». Фильм является пятым в линейке «Lego DC Comics» и вышел 9 февраля 2016 года.

## Сюжет
Киборг-инопланетянин Брейниак отправляется на Землю, намереваясь уменьшить её и добавить в свою коллекцию миниатюрных планет. Однако, Лига Справедливости рушит его планы. Тогда Брейниак отправляет Чудо-женщину, Зелёного Фонаря и Супермена в разные временные промежутки. Бэтмен и Флэш создают машину времени, чтобы спасти своих коллег. Киборг призывает на помощь Супергёрл.
Сначала Бэтмен и Флэш отправляются в каменный век за Чудо-женщиной, которая стала предводительницей и установила матриархат. С помощью лассо истины Бэтмену удаётся вернуть память Чудо-женщине и та отправляется в настоящее. Далее Бэтмен отправляется в 1741 год, где находит Зелёного Фонаря на пиратском корабле. С помощью кольца силы Бэтмен восстанавливает воспоминания Зелёного Фонаря , и тот также телепортируется обратно.
Наконец, Бэтмен и Флеш путешествуют в будущее, но на них нападает Супермен, которого контролирует Брейниак будущего. Во время атаки Супермен частично уничтожает машину времени, отправляя Флэша в настоящее. Бэтмена спасает отряд супергероев будущего под названием «Сопротивление». Они помогает Бэтмену одержать верх над Суперменом, восстановить его память и вернуть в настоящее. «Сопротивление» также помогает вернуться Бэтмену.
В настоящем Лига Справедливости сражается с силами Брейниака, но тот заканчивает изучать планету, уменьшает Землю и помещает её в банку. Киборг конструирует воздушные транспортные средства для Лиги Справедливости, которые они используют для снятия крышки банки и выхода из неё. Пока большая часть Лиги Справедливости сражается с Брейниаком, Бэтмен пробирается к нему в голову изменяет полярность луча уменьшения. Не зная об этом, Брейниак случайно увеличивает Землю и Лигу Справедливости до их нормальных размеров, тем самым победив Брэйниака.

## Роли озвучивали
- Бэтмен — Трой Бейкер
- Брейниак — Фил Ламарр
- Супермен — Нолан Норт
- Зелёный Фонарь — Джошуа Китон
- Киборг — Хари Пейтон
- Флэш — Джеймс Арнольд Тейлор
- Чудо-женщина — Грей Делайл
- Супергёрл — Джессика ДиЧикко
- Вандал Сэвидж— Фил Моррис

## Номинации
В 2017 году фильм был номинирован на премию «Золотая бобина» в категории «Лучший звуковой монтаж мультфильмов, выпущенных сразу на видео».